# シャゼンムラサキ
シャゼンムラサキ（車前紫、学名: Echium plantagineum）は、ヨーロッパ西部および南部（イングランド南部から南はイベリア半島、東はクリミアまで）、北アフリカ、アジア南西部（東はグルジアまで）原産のシャゼンムラサキ属植物の一種である。また、オーストラリア、南アフリカ、アメリカ合衆国にも入っており、侵入雑草となっている。茎葉部には高濃度のピロリジジンアルカロイドが含まれるため、特にウマのような単純な消化系を持つ放牧家畜にとって有毒である。この毒素は肝臓に蓄積し、摂取し過ぎると死に至る。

## 概要
シャゼンムラサキは、冬型一年生植物であり、高さ20〜60 cmに成長する。葉は14 cmまで長くなり、粗く、毛に覆われており、皮針形である。花は紫色で、長さ15–20 mm、全ての雄蕊は突き出ており、枝分かれの先端に生じる。

## 侵入種

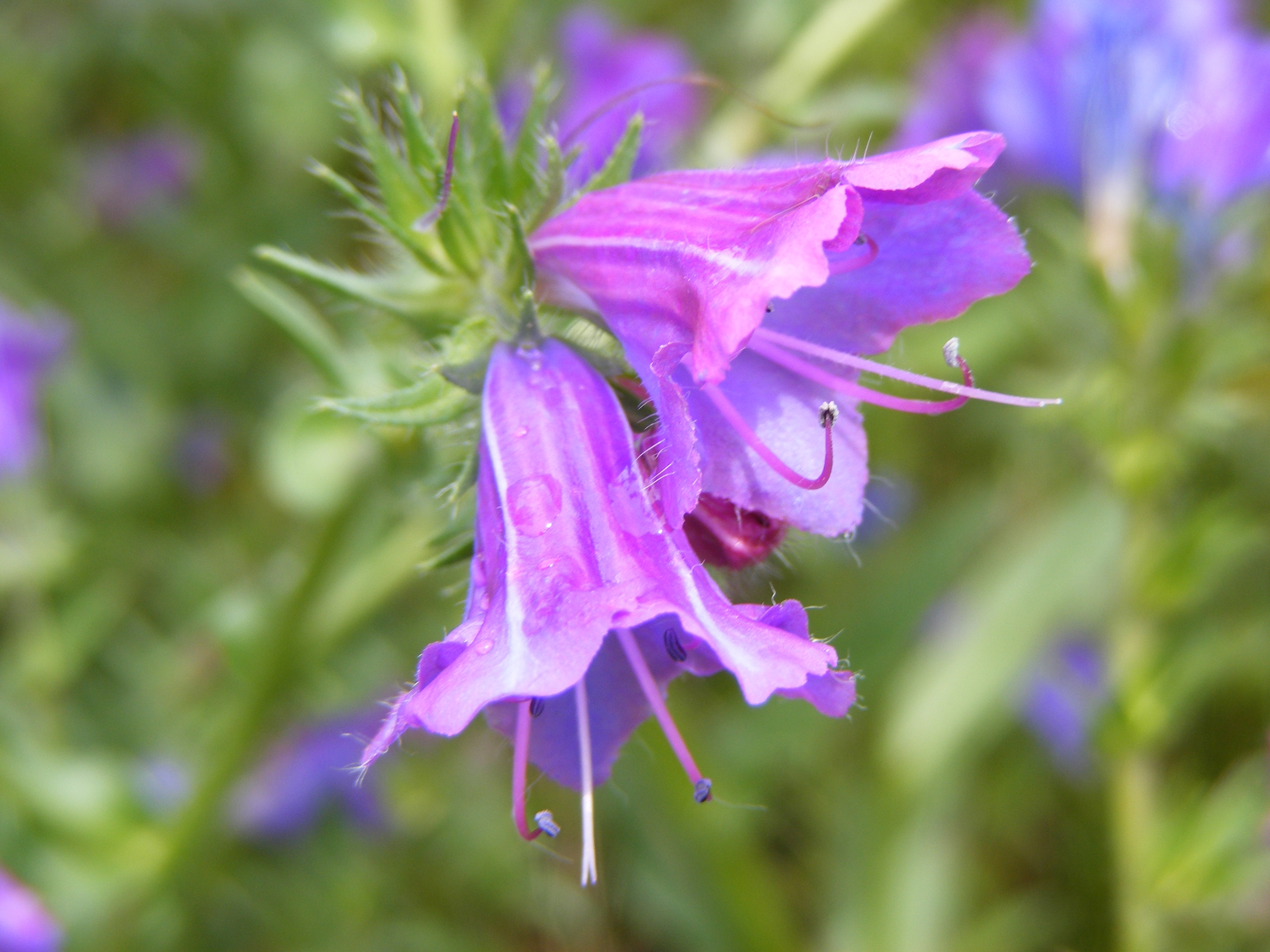
南オーストラリアでは「Salvation Jane」としても知られている。

シャゼンムラサキはオーストラリアにおいて侵入種となっており、Paterson's Curse、Patterson's Curse、Salvation Jane（特に南オーストラリア州）としても知られている。また、Blueweed、Lady Campbell Weed、Riverina Bluebellとも呼ばれる。
アメリカ合衆国では、本種はカリフォルニア州、オレゴン州、一部の東部の州で帰化している。オレゴン州では、有害雑草に指定されている。

## 医学研究
シャゼンムラサキの種子は、アメリカ国立補完代替医療センター (NCCAM) からの助成金で行われた研究において、トリグリセリドを低下させることが明らかとなった。ウェイクフォレスト大学およびハーバード植物油脂センターの研究者らは、マウスにシャゼンムラサキ油を含む餌を与え、魚の油と同様に血中および肝臓の中性脂肪の量を低下させる効果があることを明らかにした。

## 化粧品
シャゼンムラサキ油は高レベルのα-リノレン酸 (ALA)、γ-リノレン酸 (GLA)、ステアリドン酸 (SDA) を含んでおり、化粧品ならびにスキンケアへの応用において価値があり、さらに、魚油の代替品として機能性食品としての可能性がある。

## 毒性
シャゼンムラサキはピロリジジンアルカロイドを含んでおり、有毒である。多量に摂取すると、家畜の体重減少や（深刻な場合は）死亡の原因となる。また、ウマの死亡や、乳牛の乳房およびヒトの皮膚に炎症を引き起こす。2003年のキャンベラ森林火災以後、40頭を越えるウマがこの雑草を摂取して死亡したと記録されている。ピロリジジンアルカロイドはシャゼンムラサキの蜜にも含まれるため、シャゼンムラサキ由来の蜂蜜は、ヒトの食物連鎖に毒素が高濃度で含まれないようにするため他の蜂蜜と混ぜ合わせなければならない。シャゼンムラサキの蜂蜜スプーン1杯中のこのアルカロイドの量は一般的に、EUが推奨する一週間での最大許容摂取量を超えている。